# Pashupati Chatterjee
Pashupati Chatterjee (bengalisch পশুপতি চট্টোপাধ্যায়, Paśupati Caṭṭopādhyāẏ; * 21. August 1906 in Chandannagar, Französisch-Indien, heute Westbengalen; † 23. Januar 1990) war ein bengalischer Filmregisseur und Journalist.

## Leben
Nach seinem Abschluss an der Calcutta University arbeitete er als Fotojournalist. Er war bei der Kunstzeitschrift „Nachghar“ tätig und kam über deren Herausgeber Premankur Atorthy zum Film. 1934 assistierte er Debaki Bose bei Inquilab. Ab dem folgenden Jahr arbeitete Chatterjee bei der Filmgesellschaft New Theatres, die sich der Verfilmung literarischer Vorlagen verschrieben hatte. Für Amar Mullicks Bardidi (1939) nach Sharat Chandra Chattopadhyay schrieb er die Lyrics, für Mullicks Abhinetri (1940) die Dialoge. 1942 hatte Pashupati Chatterjee mit einer Verfilmung von Parinita sein Regiedebüt. Seit seinem Film Swami (1949) produzierte er unabhängig. In den 1950er Jahren war er Präsident des All India Cine Technicians’ Council.
Chatterjee war Herausgeber von Zeitschriften, darunter des Literaturmagazin „Natun Lekha“. Er veröffentlichte ausgiebige Artikel zur Filmgeschichte unter anderem in „Chitravash“, der Zeitschrift der Calcutta Film Society, sowie 1983 das Buch Nat-Natya Chalachchitrakatha.

## Filmografie
- 1942: Parineeta
- 1944: Shesh Raksha
- 1948: Priyatama
- 1948: Arakshaniya
- 1949: Swami
- 1951: Nastaneer
- 1953: Niskriti
- 1954: Shoroshi
- 1955: Nishiddha Phal
- 1956: Mamlar Phal
- 1959: Mriter Martye Agaman